# Château des Dervallières
Le château des Dervallières était une habitation noble aujourd'hui presque entièrement disparue, située à Nantes, dans le quartier Dervallières - Zola.

## Histoire
Au XVe siècle, la seigneurie des Dervallières est détenue par la famille de Derval, une branche de la maison de Dinan-Laval. Les Derval ont une demeure au centre de Nantes, le manoir de Derval, aujourd'hui intégré dans les bâtiments de l'hôtel de ville, et une résidence de campagne, les Dervallières, dont ils seront à l'origine de la construction.
Le fief, pourvu du droit de haute justice, s'étend de la Contrie aux seigneuries de la Garoterie (à Saint-Herblain) et de Carcouët (à Chantenay). En 1494, Françoise de Dinan, comtesse de Laval, acquiert le domaine qu'elle donne ensuite à Jean François de Cardonne, receveur général des Finances du duché de Bretagne, décédé en 1539. Lui succèdent, Joachim Tissart, époux d'Anne de Cardonne en 1540, puis François d'Argy en 1557. En 1573, c'est Claude d'Argy, épouse de René du Breil, seigneur de Liré, gentilhomme ordinaire du roi de  France, qui est dame des Dervallières et propriétaire de l'hôtel des Derval.
En 1578, les propriétés sont revendues. La seigneurie des Dervallières passe à Georges Morin, sieur du Chapeau, trésorier de Bretagne, et à Claude Morin, épouse de Charles de Maillé, puis, en 1600, à Urbaine de Maillé, épouse de Jean-François Bonnin. On le trouve ensuite par alliance aux mains des Bonnin de Messignac, seigneur de Chalucet (en 1678, Charles Bonnin de Messignac), qui le cèdent en 1699 à Louis Daussain.
En 1701, Jean Ier Stapleton, riche Irlandais de Nantes, propriétaire esclavagiste de grandes plantations à Saint-Domingue, le rachète pour le prix de 64 000 livres et l'agrandit, pour son fils Jean II Stapleton (1696-1776), l'époux d'Anne O'Shiell. C'est dans la chapelle du château qu'en 1713, Jean Stapleton marie sa fille Julienne, à Jean-Baptiste Mac Nemara.
Dans les années 1820, à côté du château des Dervallières, Michel Guillet de La Brosse fait construire une nouvelle maison noble en tuffeau. La propriété est constituée de nombreuses dépendances, d’écuries, de serres, de jardins et de bois. Le domaine passe par héritage à son gendre Charles de La Rochefoucauld-Bayers, avant de retourner à la famille Guillet de La Brosse.
Dans les décennies 1950 et 1960, un ensemble de HLM est construit sur le site des Dervallières. Le château du XIXe siècle est détruit dans les années 1980. De l'ancien domaine, subsistent aujourd’hui une partie du parc, le pigeonnier, le bassin et la façade du pavillon central.

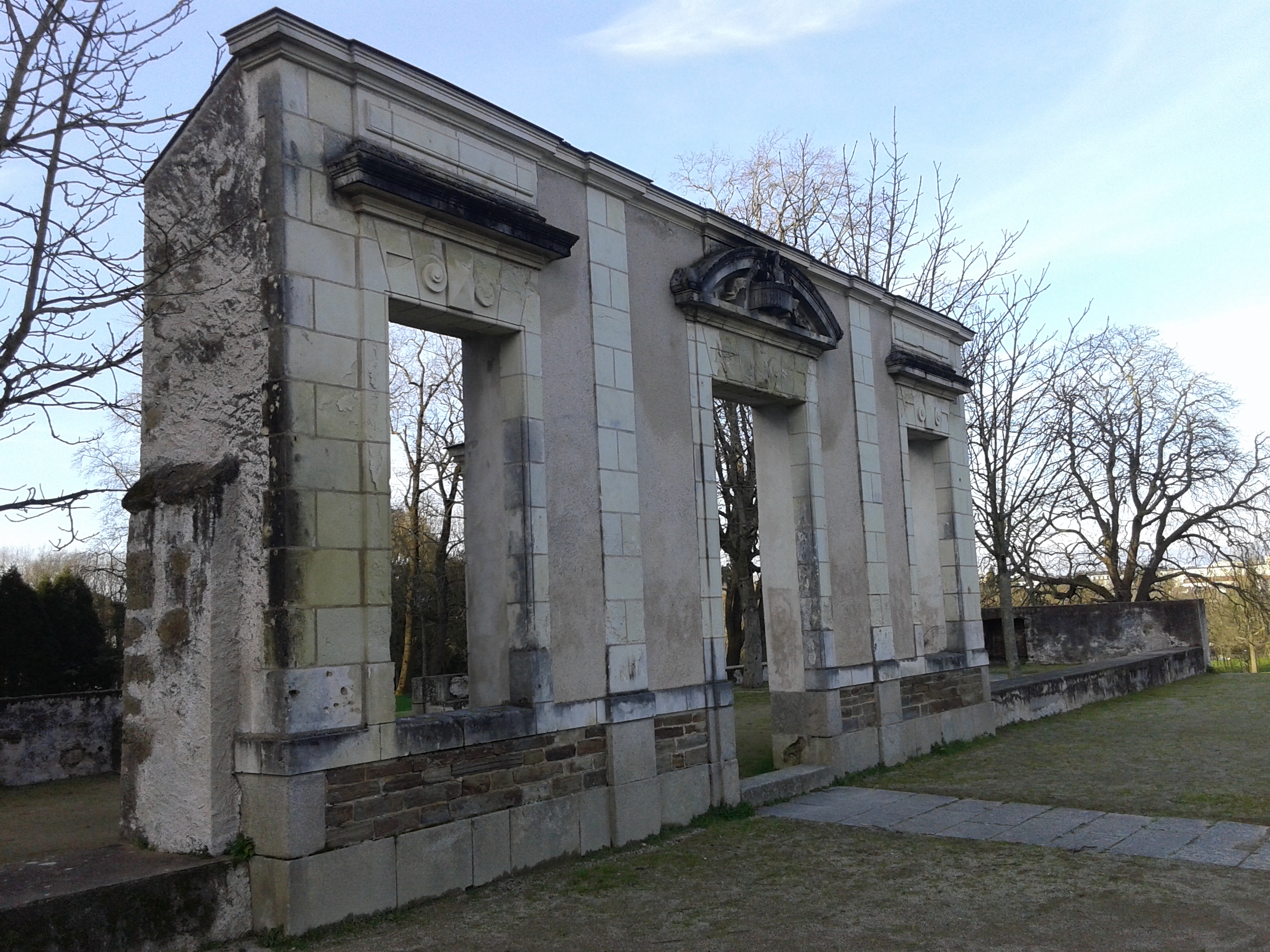
Ruines restantes aux Dervallières
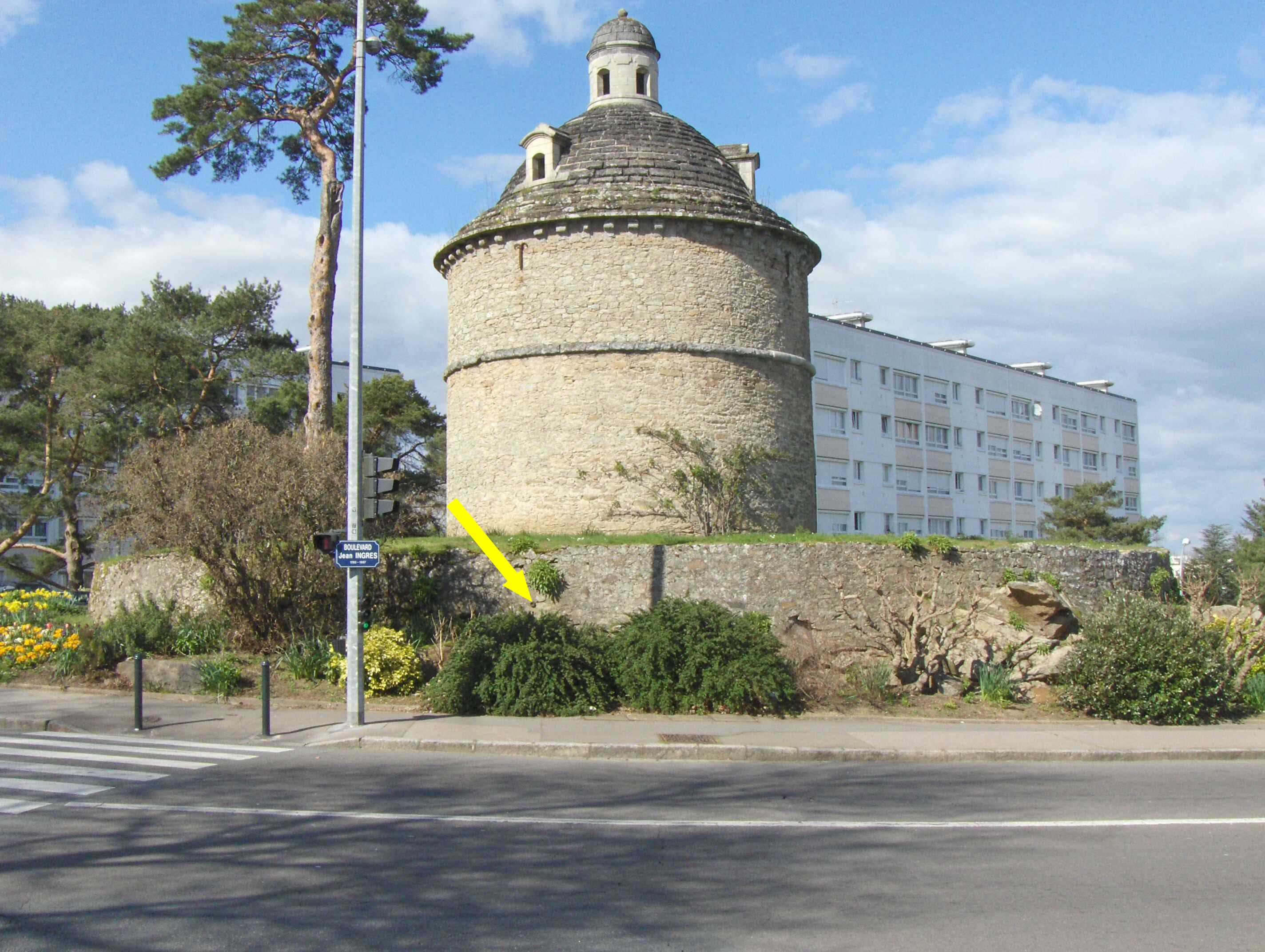
Pigeonnier des Dervallières